# Писаревка (Луганская область)
Писаревка (укр. Писарівка) — село, относится к Новопсковскому району Луганской области Украины.
Население по переписи 2001 года составляло 740 человек. Почтовый индекс — 349693. Телефонный код — 06463. Занимает площадь 6,3 км². Код КОАТУУ — 4423386602.

## Местный совет
92350, Луганська обл., Новопсковський р-н, с. Риб'янцеве, вул. Леніна, 17  (укр.)